# Campionati del mondo di ciclocross 2011 - Gara femminile Elite
La gara femminile Elite dei campionati del mondo di ciclocross 2011 è stata corsa il 30 gennaio a Sankt Wendel, in Germania. La corsa è stata vinta dall'olandese Marianne Vos, che si è laureata campionessa del mondo per la quarta volta. Seconda la statunitense Katherine Compton, terza la ceca Kateřina Nash.
I corridori che presero il via furono 44, dei quali 32 completarono la gara.

## Squadre partecipanti
| N. cicliste | Cod. | Squadra       |
| ----------- | ---- | ------------- |
| 1           | AUT  | Austria       |
| 2           | BEL  | Belgio        |
| 1           | CAN  | Canada        |
| 3           | CZE  | Rep. Ceca     |
| 1           | EST  | Estonia       |
| 3           | FRA  | Francia       |
| 5           | GER  | Germania      |
| 5           | GBR  | Gran Bretagna |
| 2           | ITA  | Italia        |

| N. cicliste | Cod. | Squadra     |
| ----------- | ---- | ----------- |
| 1           | LAT  | Lettonia    |
| 1           | LTU  | Lituania    |
| 1           | LUX  | Lussemburgo |
| 7           | NLD  | Paesi Bassi |
| 1           | POL  | Polonia     |
| 3           | ESP  | Spagna      |
| 2           | SWE  | Svezia      |
| 2           | SUI  | Svizzera    |
| 4           | USA  | Stati Uniti |

## Classifica (Top 10)
| Pos. | Corridore                | Squadra     | Tempo   |
| ---- | ------------------------ | ----------- | ------- |
| 1    | Marianne Vos             | Paesi Bassi | 40'31"  |
| 2    | Katherine Compton        | Stati Uniti | a 17"   |
| 3    | Kateřina Nash            | Rep. Ceca   | a 20"   |
| 4    | Hanka Kupfernagel        | Germania    | a 42"   |
| 5    | Jasmin Achermann         | Svizzera    | a 1'10" |
| 6    | Sanne van Paassen        | Paesi Bassi | a 1'20" |
| 7    | Christel Ferrier-Bruneau | Francia     | a 1'42" |
| 8    | Pauline Ferrand-Prévot   | Francia     | s.t.    |
| 9    | Sanne Cant               | Belgio      | a 2'00" |
| 10   | Sabine Spitz             | Germania    | s.t.    |